# (34848) 2001 SC288
2001 SC288 (asteroide 34848) é um asteroide da cintura principal. Possui uma excentricidade de 0.04287370 e uma inclinação de 22.87866º.
Este asteroide foi descoberto no dia 27 de setembro de 2001 por NEAT em Palomar.